# Trilith Studios
Trilith Studios é um estúdio americano de produção de filmes e televisão localizado ao sul de Atlanta, no Condado de Fayette, Geórgia. Originalmente conhecido como Pinewood Atlanta Studios, o estúdio tem sido usado para produzir muitos filmes e programas de televisão, particularmente aqueles produzidos pela Marvel Studios. O Trilith Studios abrange um local de 700 acres, com um backlot de 400 acres e 24 estúdios. Um volume de produção virtual, o Prysm Stage, deve ser inaugurado no início de 2022. A partir de 2021, o Trilith Studios é a maior instalação de produção do estado da Geórgia.

## História
O Pinewood Group anunciou em abril de 2013 que sua primeira instalação de produção de filmes nos Estados Unidos, Pinewood Atlanta Studios, estaria localizada ao sul de Atlanta em um complexo de 280 ha (690 acres) no Condado de Fayette, Geórgia. O estúdio era uma joint venture entre Pinewood e River's Rock LLC, um fundo administrado de forma independente da família Cathy, fundadores da cadeia de fast-food Chick-fil-A. O Pinewood Atlanta apresentaria pelo menos cinco palcos sonoros. O Pinewood Group foi atraído para a Geórgia para o estúdio por causa do crédito fiscal de filmes do estado.
A primeira produção a ser filmada no estúdio foi o filme Homem-Formiga (2015), da Marvel Studios, que começou em setembro de 2014. Em agosto de 2019, a Pinewood vendeu suas ações do Pinewood Atlanta para a River's Rock LLC, com a expectativa de que Frank Patterson permanecesse no comando do estúdio.
Em outubro de 2020, o estúdio foi renomeado para Trilith Studios. Trilith foi escolhido como o nome do estúdio como "uma homenagem à nossa herança do Reino Unido" de acordo com Patterson; seu nome se originou de trilithon, um termo arquitetônico que se refere a uma estrutura composta por duas grandes pedras verticais que sustentam uma terceira pedra colocada horizontalmente no topo, como o em Stonehenge. Em novembro de 2021, foi anunciado que o Trilith, em colaboração com a NEP Virtual Studios, abriria o volume de produção virtual Prysm Stage no início de 2022.

### Town at Trilith
Em 2016, foi lançado o complexo de uso misto Pinewood Forest. Localizado do outro lado da rua do estúdio, possui casas junto com planos para "um cinema, restaurantes, hotéis boutique, lojas e escritórios", construídos com materiais de construção ecologicamente corretos. Em 2020, quando o estúdio foi renomeado para Trilith Studios, o Pinewood Forest foi renomeado para Town at Trilith. Em abril de 2021, a revista Atlanta classificou a comunidade em nono lugar na lista dos dez principais centros urbanos vibrantes de Atlanta; a comunidade também foi a mais nova da lista.

### Educação
Em 2016, um estúdio de som no Pinewood Studios foi aberto para uso educacional pela Georgia Film Academy. O local foi anteriormente ocupado pela Rivers Elementary School. No final de 2020, a Georgia Film Academy fez uma parceria com a Trilith e a Universidade da Geórgia para lançar seu programa de filmes Master of Fine Arts; os alunos trabalhariam e viveriam em Trilith durante o segundo ano. Trilith também tem uma pequena escola K-12 chamada "The Forest School".

## Palcos, estúdios e locações
Em novembro de 2021, o Trilith Studios abrange um local de 700 acres, com um backlot de 400 acres. Possui 1 milhão de pés quadrados de instalações de produção, com 24 estúdios de som, 40 fornecedores de produção no local e 75.000 pés quadrados de palcos equipados para tecnologias de produção virtual. Em 2019, o Trilth Studios foi considerado o segundo maior estúdio de cinema e televisão da América do Norte, e em 2021, é a maior instalação de produção no estado da Geórgia.

### Prysm Stage
O Prysm Stage é um volume de produção virtual em um palco de 1.700 m2 (18.000 pés quadrados) construído especificamente, com 360 graus de painéis de LED e teto. Ele é capaz de acomodar grandes cenários, efeitos visuais na câmera e está equipado para reprodução de vídeo acionada por mecanismo de jogo. Além disso, possui um estágio de processo dedicado projetado para filmagens automotivas.

## Produções

### Como Pinewood Atlanta Studios
| - Homem-Formiga (2015) - Capitão América: Guerra Civil (2016) - Passageiros (2016) - Guardiões da Galáxia Vol. 2 (2017) - Spider-Man: Homecoming (2017) - Krystal (2017) - Black Panther (2018) - Avengers: Infinity War (2018) - Homem-Formiga e a Vespa (2018) - Avengers: Endgame (2019) - Zombieland: Double Tap (2019) - The Tomorrow War (2021) - O Esquadrão Suicida (2021) | - Moon and Me (2019) - Love Is Blind (2020) - WandaVision (2021) - The Falcon and the Winter Soldier (2021) - Loki (2021) |

### Como Trilith Studios
| - Spider-Man: No Way Home (2021) - Black Adam (2022) - Black Panther: Wakanda Forever (2022) | - Family Feud (2021) - Hawkeye (2021) - Steve on Watch (2021) - Ms. Marvel (2022) - She-Hulk: Attorney at Law (2022) - Judge Steve Harvey (2022) - Untitled Marvel Halloween special (2022) - Ironheart (TBA) |